# Koperníkův dům v Toruni
Koperníkův dům v Toruni je historický, gotický činžovní dům, který ve druhé polovině 15. století patřil rodině Koperníků. Podle některých historiků to je považován za místo narození Mikuláše Koperníka. Nachází se v městské čtvrti Stare Miasto v Toruni v Kujavsko-pomořském vojvodství v Polsku.

## Umístění
Činžovní dům se nachází v jižní části Staroměstského komplexu, v Kopernikově ulici pod číslem 15/17, v blízkosti domu, který byl kdysi považován za místo narození Mikuláše Koperníka. Dnes se tam nachází Hotel „Gotyk”.

## Historie
Činžovní dům pochází z roku 1370, a spadá pod skupinu tak zvaných sýpko-domů, které ve středověku plnily jak obytné, tak i skladovací funkce.
Koncem 14. století se stal majitelem domu obchodník s textilem Herbord Platte. V roce 1459 od svého synovce Szymona Falbrechta dům převzal Lucas I. Watzenrode, dědeček Mikuláše Koperníka, a předal ho jeho dceři Barbaře Watzenrode a jejímu manželovi Mikuláši Koperníkovi staršímu. Mnoho historiků ukazuje tento dům jako místo, kde se v roce 1473 narodil astronom Mikuláš Koperník. 7 let po narození Mikuláše Koperníka, v roce 1480 rodina Koperníků prodala dům Georgovi Polnischemovi .
V 19. století byla budova přizpůsobena pro pronájem bytů. V té době byly přestavěny interiéry a fasáda byla pokryta omítkou.
V roce 1929 byl dům poprvé zapsán na seznam historických památek. Na tomto seznamu se znovu objevil v roce 1970.
V letech 1972–1973 byl činžovní dům obnoven. Mimo jiné bylo obnoveno jeho původní prostorové uspořádání, opravena vysoká hala s kuchyňským koutem, schodiště a převislá dřevěná místnost v přízemí budovy. Zároveň byla zrekonstruována fasáda činžovního domu zdobená portálem, cihlové vlysy a vertikální výklenky zdobené stopami.
Od roku 1973 se v budově nachází Muzeum Mikuláše Koperníka.

## Zajímavosti
- Dříve Koperníkova ulice se jmenovala Ulice svaté Anny
- 1. června 1971 Polská pošta vydala poštovní známku zobrazující Koperníkův dům v Toruni, s označením 40 gr v sérii Na stopě Koperníka (Na szlaku Kopernika) jako ofsetový tisk na křídovém papíře. Autorem návrhu známky byl Andrzej Heidrich. Známka zůstala v oběhu až do 31. prosince 1994[6].

## Galerie
Interiéry činžovního domů před přestavbou:

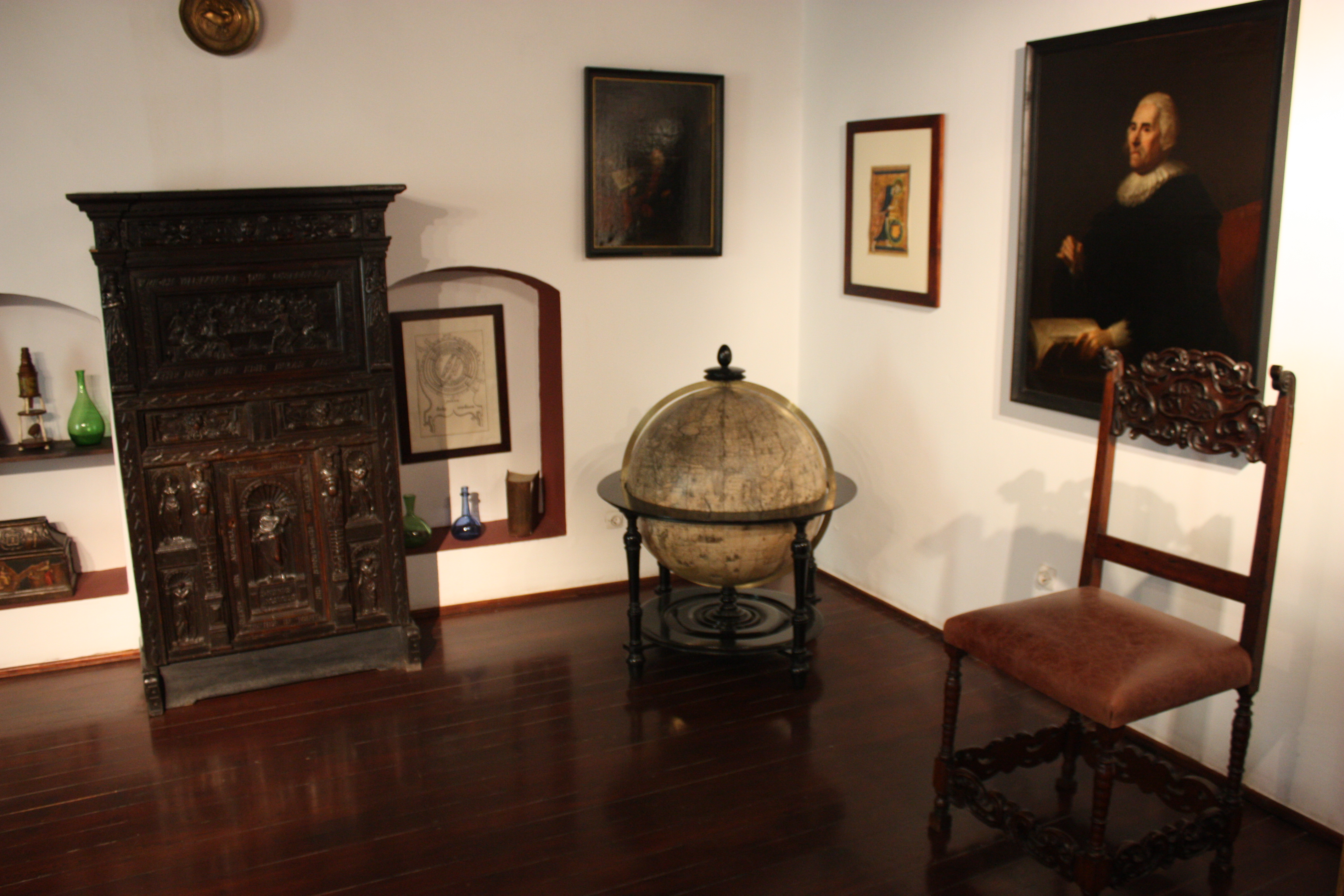
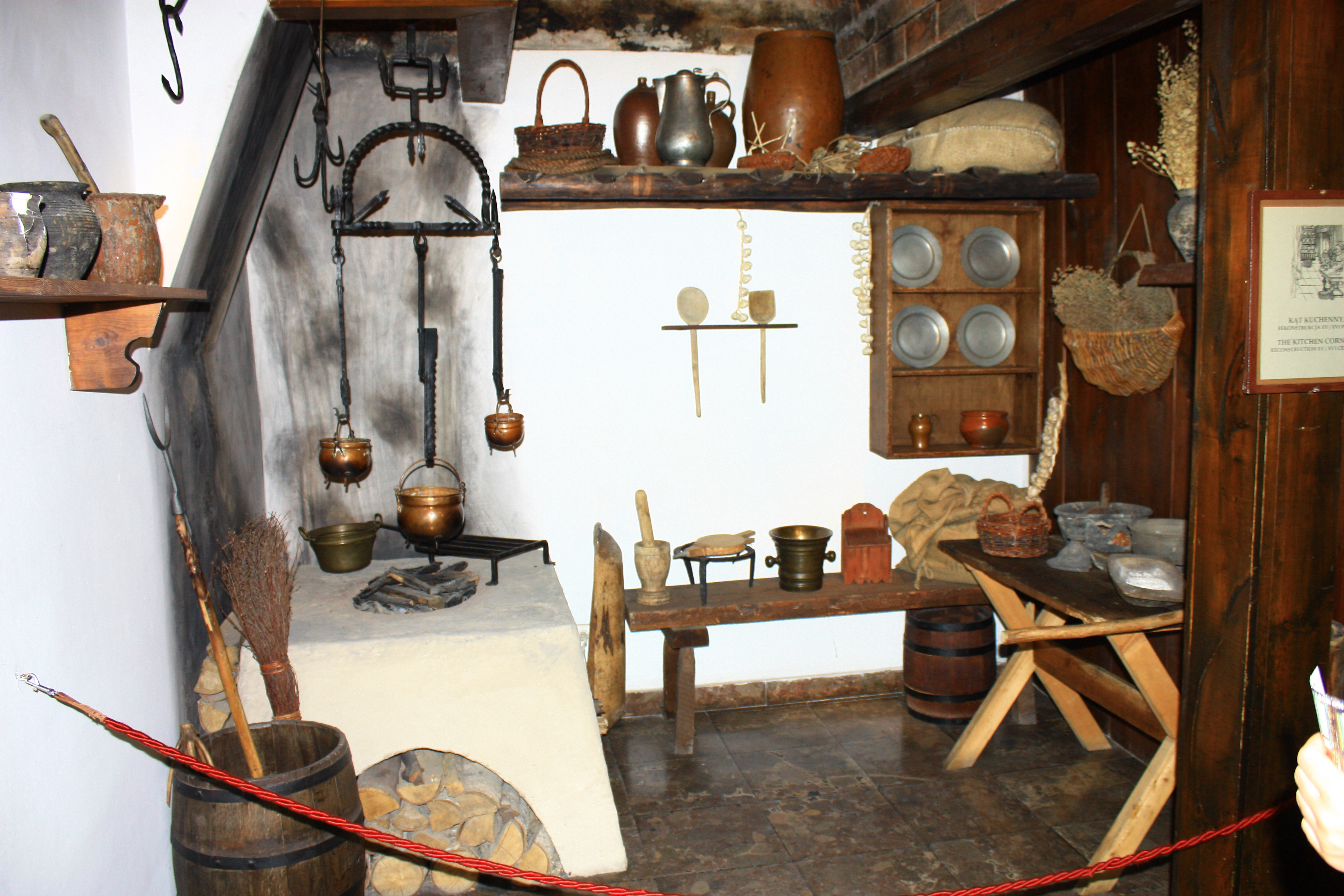
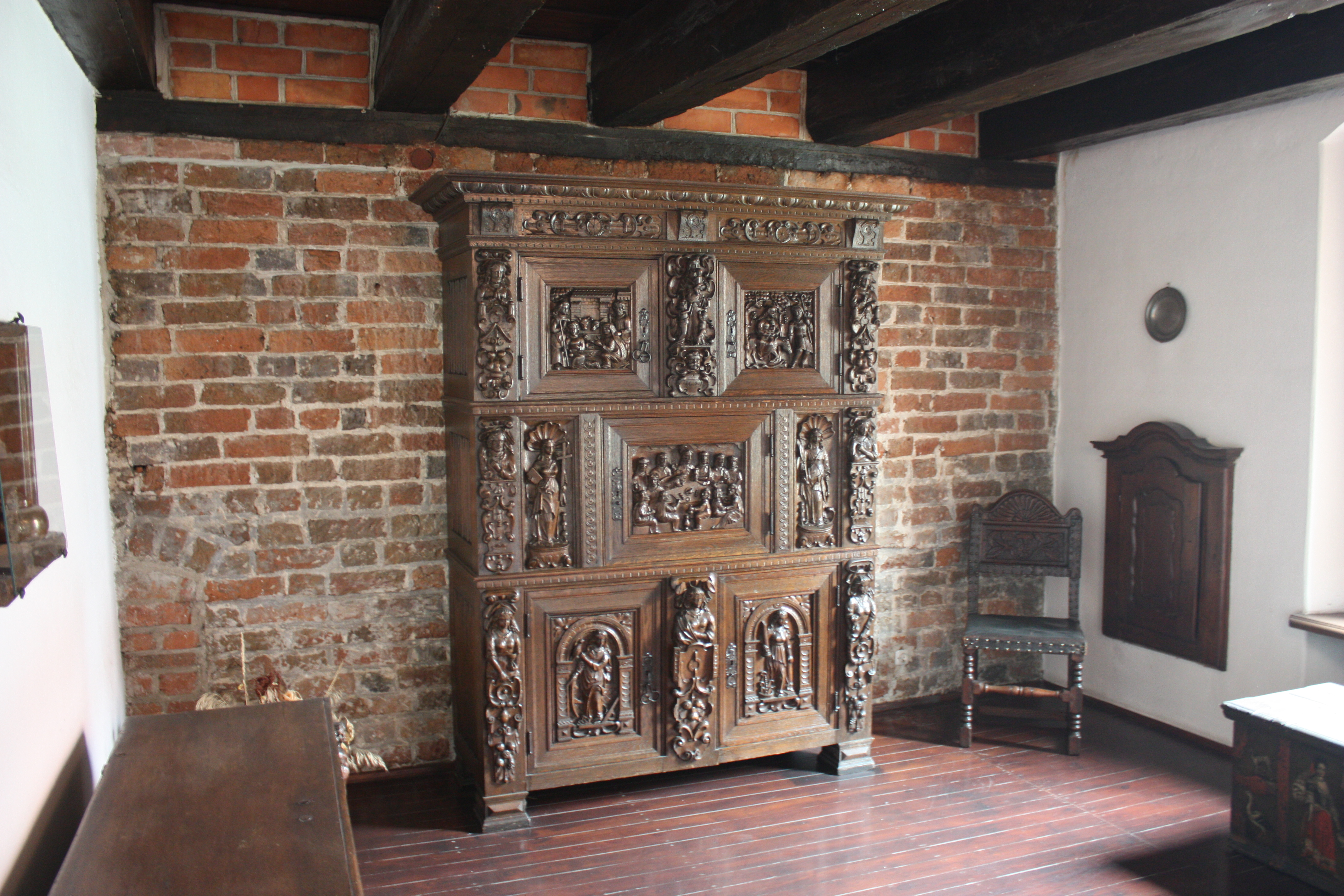
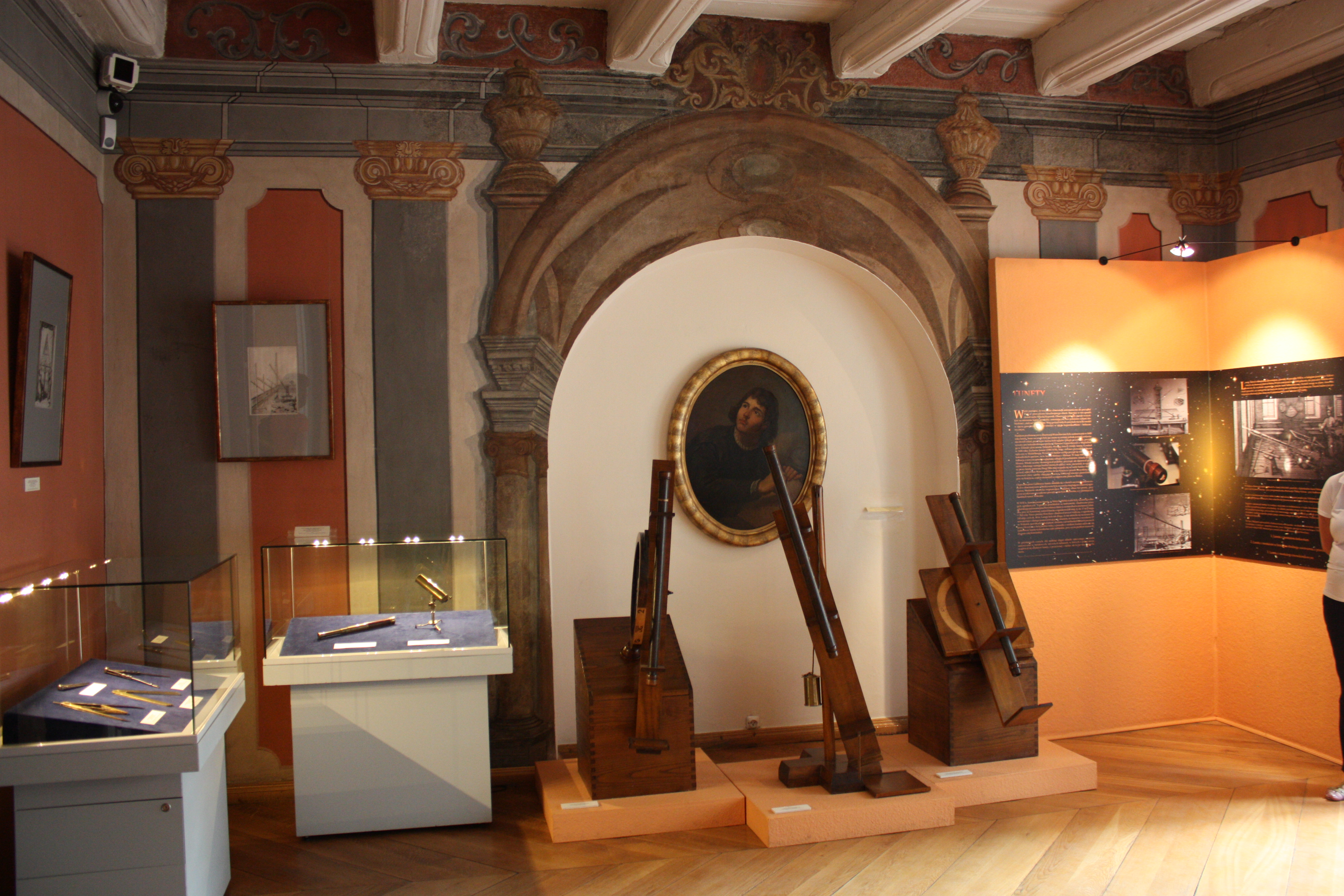